# 15821 Iijimatatsushi
15821 Iijimatatsushi è un asteroide della fascia principale. Scoperto nel 1994, presenta un'orbita caratterizzata da un semiasse maggiore pari a 2,1420643 UA e da un'eccentricità di 0,0378997, inclinata di 3,28710° rispetto all'eclittica.